# Ernst Wilhelm Zimmermann
Ernst Wilhelm Zimmermann (* 29. Februar 1752 in Königstädten; † 21. Dezember 1820 in Darmstadt) war Spitzenbeamter in der Finanzverwaltung der Landgrafschaft Hessen-Darmstadt und folgend des Großherzogtums Hessen und Mitglied der Regierung.

## Familie
Der Vater von Ernst Wilhelm Zimmermann war Johann Conrad Wilhelm Zimmermann, landgräflicher Hofjäger, die Mutter Maria Christine, geborene Kekulé. Die Familie war evangelisch.
Ernst Wilhelm Zimmermann heiratete am 11. Juni 1780 Sophie Louise Friederike Sabine von Hert (* 11. Juni 1759; † 10. Januar 1826). Sie war eine Tochter des Hofgerichtsrats Lucas Friedrich von Hert (1720–1779) aus Gießen und von Aurelie Franziska Ludovika, geborene von Scheid (1740–1800).
Aus der Ehe von Ernst Wilhelm Zimmermann und seiner Frau gingen hervor:
- Sophie Luise Elisabeth Christiane (1781–1868). Sie heiratete im Jahr 1800 Johann Wilhelm Kekulé (1766–1850), Geheimer Ministerialrat
- Karl Wilhelm (1782–1856), Oberhofmarschall, Intendant des Hoftheaters Darmstadt, Finanzminister, während der Revolution von 1848 übergangsweise leitender Minister, Abgeordneter der Landstände des Großherzogtums Hessen
- Marianne Wilhelmine Philippine (1785–1860). Sie heiratete 1803 Ludwig Christian Heinrich Minnigerode (1773–1839), Präsident des Hofgerichts Darmstadt
- Friedrich Christoph Ernst (* 1787), Weinhändler in Rüsselsheim
- Carl Eduard (* 1789)
- Christine Marie Luise Auguste (1799–1874). Sie heiratete 1817 Wilhelm von Below (1783–1864), königlich preußischer Generalleutnant

## Karriere
Ernst Wilhelm Zimmermann war Präsident der Finanzkammer in Darmstadt, Direktor der Generalkasse und großherzoglich hessischer Staatsrat. Aus diesen Funktionen heraus arbeitete er wesentlich an der Reform des Steuerwesens und der Finanzverfassung des neu gegründeten Großherzogtums mit.
Er war Mitglied in der Regierung des Großherzogtums, die zwar seit 1803 Ministerien kannte, aber bis 1821 noch sehr stark der Tradition der kollektiven Führung verhaftet war. Zu dieser Gruppe leitender Spitzenbeamter gehörte auch Ernst Wilhelm Zimmermann.